# Le Baptême du Christ (Francesco Mochi)
Pour les articles homonymes, voir Le Baptême du Christ.
Le Baptême du Christ (Battesimo di Cristo, en italien) est une sculpture d'art chrétien en marbre de 1634, chef-d'œuvre baroque du sculpteur italien Francesco Mochi (1580-1654) sur le thème biblique du baptême du Christ par Saint Jean le Baptiste, exposée à l'église San Giovanni Battista dei Fiorentini de Rome en Italie.

## Historique
L'église San Giovanni Battista dei Fiorentini (Saint Jean baptiste des florentins, en italien) du XVIe siècle, est dédiée à Saint Jean le Baptiste (Giovanni Battista), saint patron de Florence en Toscane. Elle est construite sur la via Giulia au bord du Tibre, qui relie le centre historique de Rome au pont Principe Amedeo menant au Vatican. 

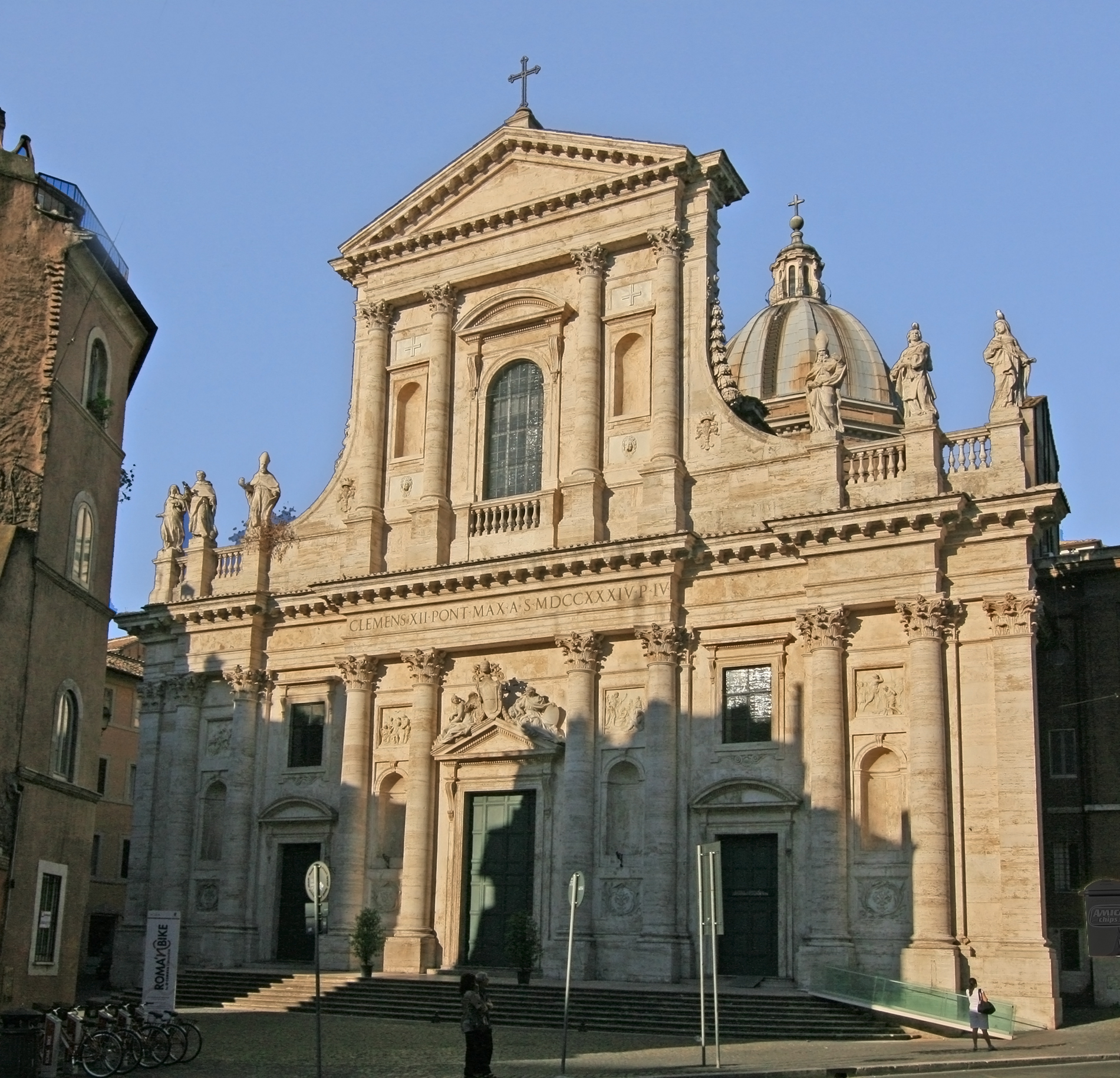
Église San Giovanni Battista dei Fiorentini
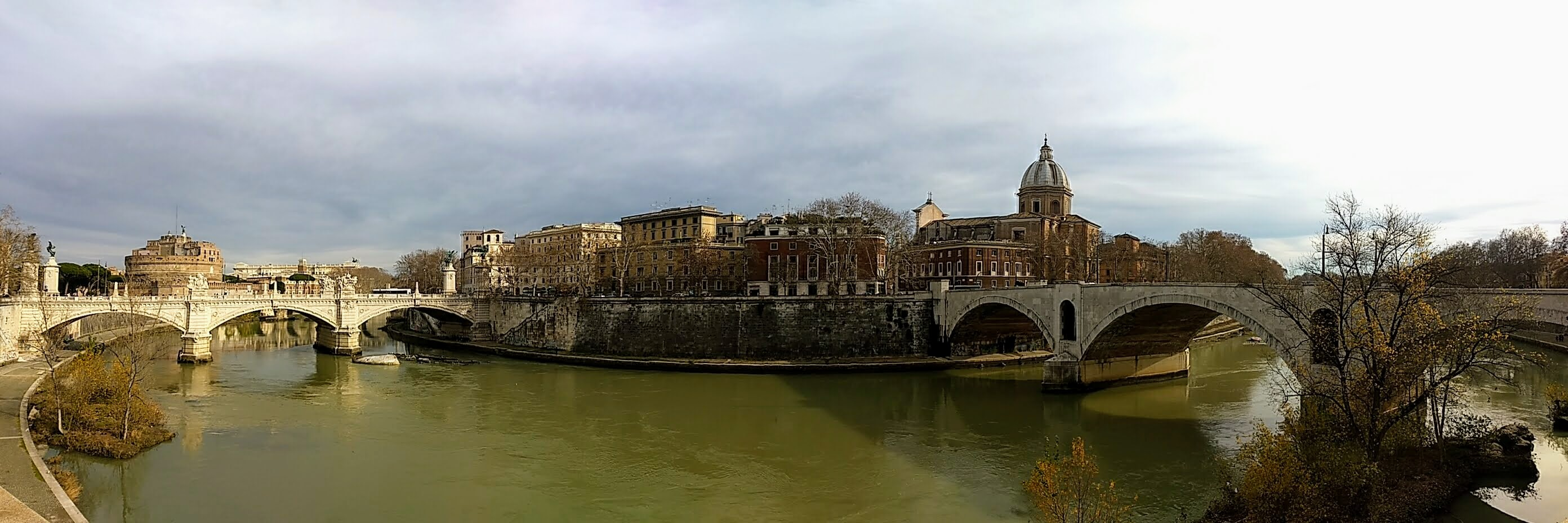
Église San Giovanni Battista dei Fiorentini et pont Principe Amedeo du Tibre (à droite) et pont Vittorio Emanuele II et château Saint-Ange du Vatican (à gauche)

Ce chef-d'œuvre en marbre du XVIIe siècle a été créé spécifiquement par Francesco Mochi (un des initiateurs majeurs de la sculpture baroque) pour la nef de l'église San Giovanni Battista dei Fiorentini.  

Reproductions d'originaux du pont Milvius et du hall d'entrée du musée de Rome du palais Braschi
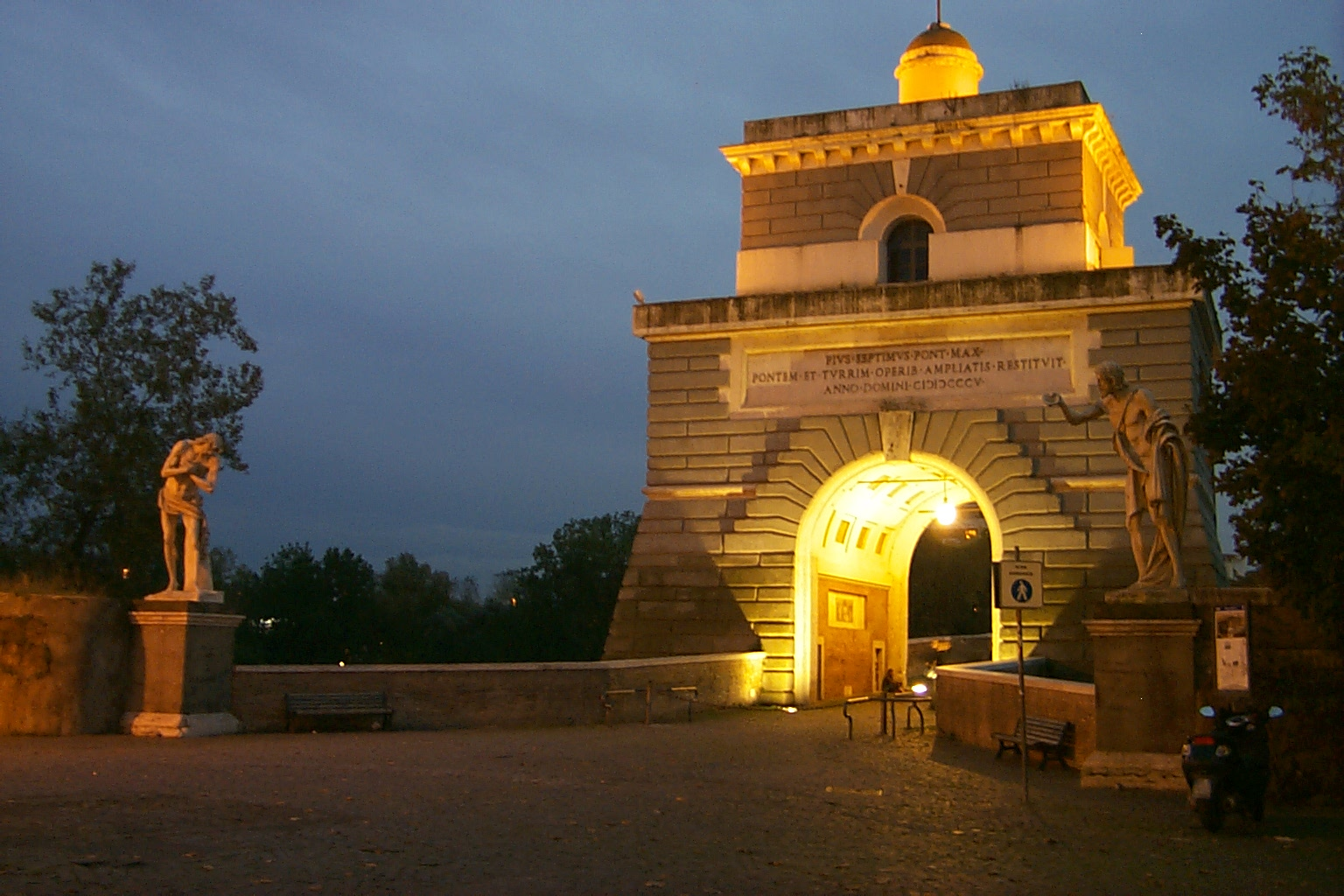
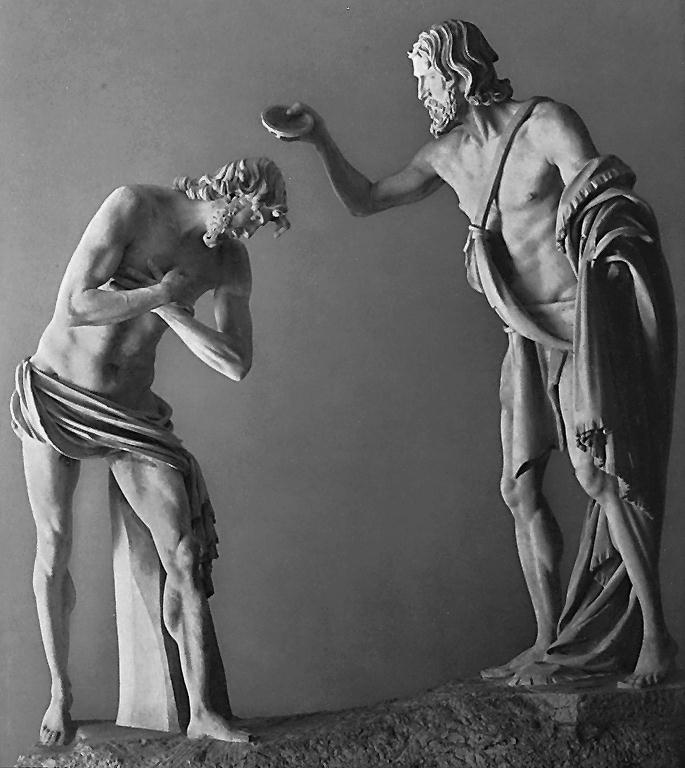
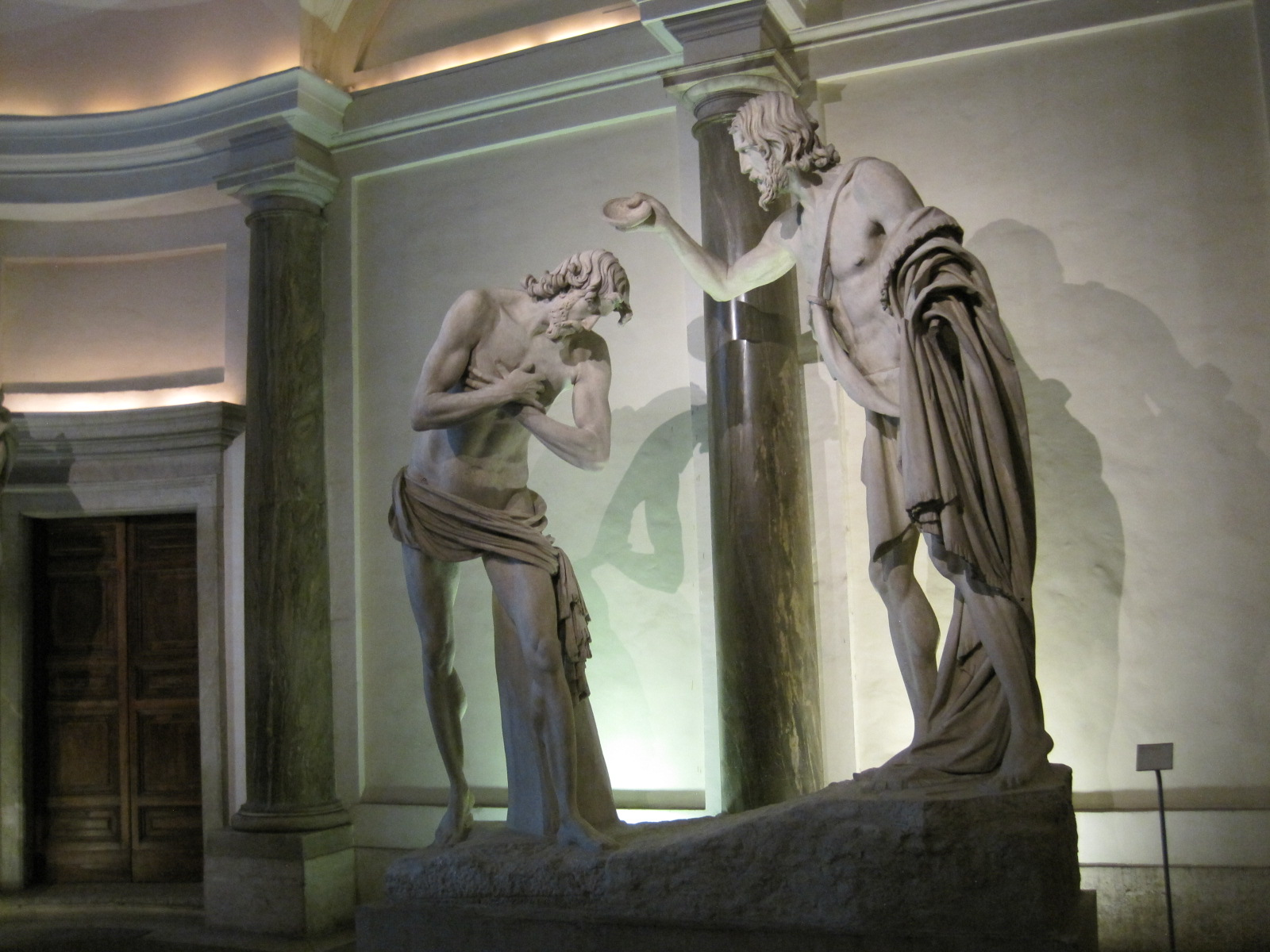
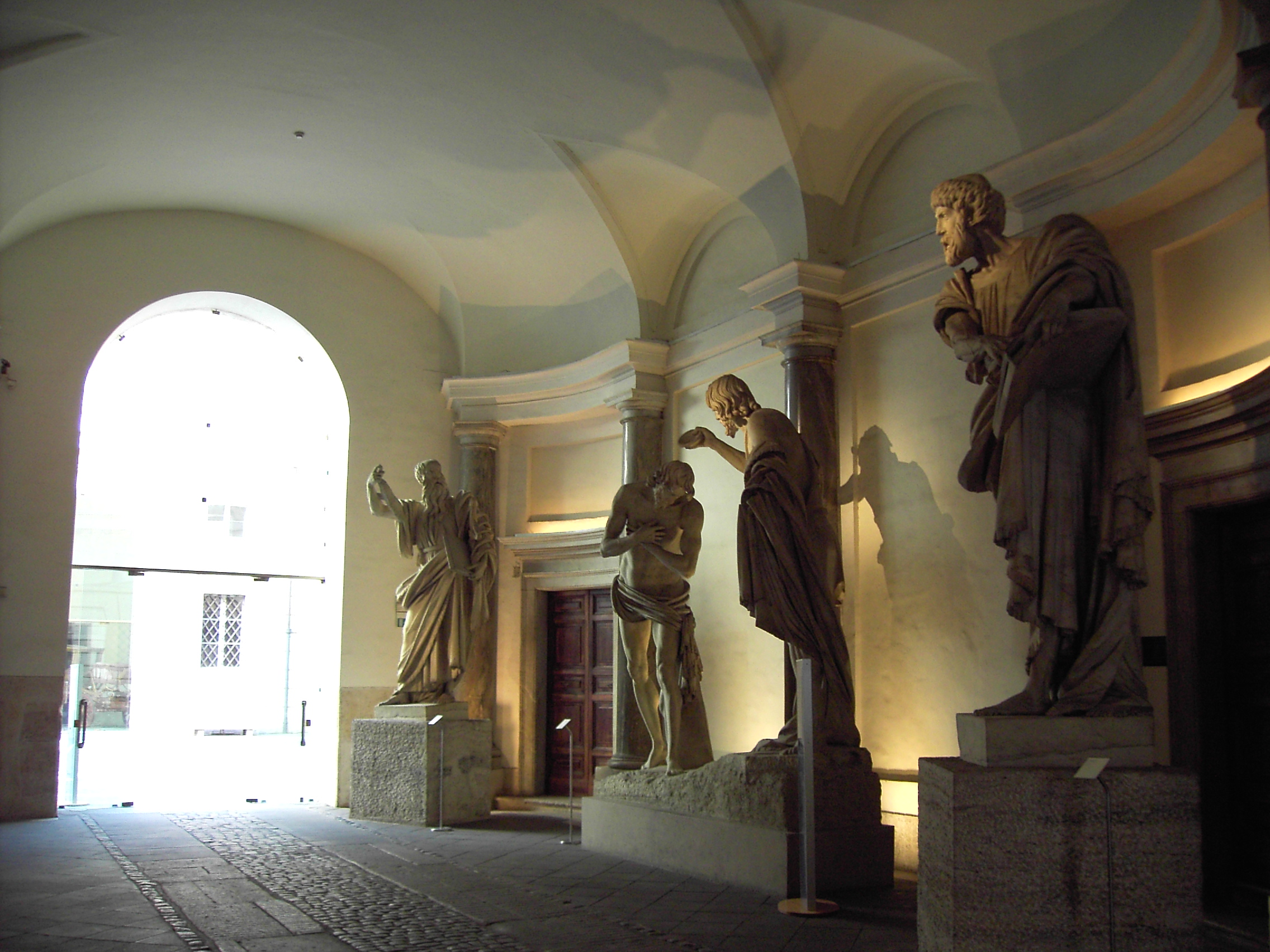

Elle n'est finalement placée dans une alcôve latérale de la nef de l’église que près de 4 siècles plus tard, en 2017,,après avoir été longtemps exposée séparément de part et d'autre de la porte de ville du pont Milvius,, puis au palais Falconieri, puis dans l'atrium du musée de Rome du palais Braschi (où elle est remplacée depuis par une reproduction de l'œuvre, entre des copies des statues de saint Pierre et saint Paul du même artiste, créées pour la Porta del Popolo de la Piazza del Popolo et pour la basilique Saint-Paul-hors-les-Murs de Rome).